# Distretto di Obersimmental
Il distretto di Obersimmental è stato un distretto del Canton Berna, in Svizzera. Confinava con i distretti di Niedersimmental e di Frutigen a est e di Saanen a ovest, con il Canton Vallese (distretti di Leuk, di Sierre e di Hérens) a sud e con il Canton Friburgo (distretti di Gruyère e di Sense) a nord-ovest. L'amministrazione distrettuale aveva sede nel castello di Blankenburg nell'omonima frazione di Zweisimmen. Comprendeva la parte alta della Simmental.
I suoi comuni sono passati alla sua soppressione al Circondario di Obersimmental-Saanen.

## Comuni
Amministrativamente era diviso in 4 comuni:
- Boltigen
- Lenk
- Sankt Stephan
- Zweisimmen